# المپیک تابستانی ۱۹۳۲
المپیک تابستانی ۱۹۳۲ (در انگلیسی: Games of the X Olympiad) که به‌طور رسمی با نام «بازی‌های المپیاد دهم» شناخته می‌شود، از ۳۰ ژوئیه تا ۱۴ اوت ۱۹۳۲ میلادی در شهر لس‌آنجلس، کالیفرنیا در ایالات متحده آمریکا و با حضور ۱٬۳۳۲ ورزشکار زن و مرد از ۳۷ کشور جهان و در ۱۴ رشته ورزشی برگزار شد.

## انتخاب میزبان
کاندیداها:
۱.لس آنجلس-ایالات متحده آمریکا
انتخاب: لس آنجلس
محل رای‌گیری: رم-ایتالیای فاشیستی (۱۹۲۲ تا ۱۹۴۳)

## ورزش‌ها
- ورزش‌های آبی
  -  شیرجه (4)
  -  شنا (11)
  -  واترپلو (1)
- دو و میدانی (29)
- بوکس (8)
- دوچرخه‌سواری
  - جاده (2)
  - پیست (4)
- سوارکاری
  - درساژ (2)
  - اونتینگ (2)
  - پرش نمایشی (2)
- شمشیربازی (7)
- ژیمناستیک (11)
- هاکی روی چمن (1)
- پنج‌گانه مدرن (1)
- روئینگ (7)
- قایقرانی بادبانی (4)
- تیراندازی (2)
- وزنه‌برداری (5)
- کشتی
  - آزاد (7)
  - فرنگی (7)

### ورزش‌های غیررسمی
- فوتبال آمریکایی (1)
- لاکراس (1)

## کشورهای شرکت کننده
| - آرژانتین (۳۲) - استرالیا (۱۲) - اتریش (۱۹) - بلژیک (۳۶) - برزیل (۸۲) - کانادا (۱۰۲) - چین (۱) - کلمبیا (۱) - چکسلواکی (۷) - دانمارک (۴۳) - استونی (۲) - فنلاند (۴۰) - فرانسه (۱۰۳) - آلمان (۱۳۴) - بریتانیای کبیر (۱۰۸) - یونان (۱۰) - هائیتی (۲) - مجارستان (۵۸) - هند (۱۹) - ایرلند (۸) - ایتالیا (۱۱۲) - ژاپن (۱۵۷) - لتونی (۲) - مکزیک (۷۳) - هلند (۴۵) - نیوزیلند (۲۱) - نروژ (۵) - فیلیپین (۸) - لهستان (۵۱) - پرتغال (۶) - آفریقای جنوبی (۱۲) - اسپانیا (۶) - سوئد (۸۱) - سوئیس (۶) - ایالات متحده آمریکا (۴۷۴) (میزبان) - اروگوئه (۱) - یوگسلاوی (۱) |

## جدول مدال‌ها
| رتبه | میزبان                       | طلا | نقره | برنز | مجموع |
| ---- | ---------------------------- | --- | ---- | ---- | ----- |
| 1    | ایالات متحده آمریکا (میزبان) | ۴۱  | ۳۲   | ۳۰   | ۱۰۳   |
| 2    | ایتالیا                      | ۱۲  | ۱۲   | ۱۲   | ۳۶    |
| 3    | فرانسه                       | ۱۰  | ۵    | ۴    | ۱۹    |
| 4    | سوئد                         | ۹   | ۵    | ۹    | ۲۳    |
| 5    | ژاپن                         | ۷   | ۷    | ۴    | ۱۸    |
| 6    | مجارستان                     | ۶   | ۴    | ۵    | ۱۵    |
| 7    | فنلاند                       | ۵   | ۸    | ۱۲   | ۲۵    |
| 8    | بریتانیای کبیر               | ۴   | ۷    | ۵    | ۱۶    |
| 9    | آلمان                        | ۳   | ۱۲   | ۵    | ۲۰    |
| 10   | استرالیا                     | ۳   | ۱    | ۱    | ۵     |